# Sorex palustris
Sorex palustris (мідиця американська водяна) — вид роду мідиць (Sorex) родини мідицевих (Soricidae).

## Поширення
Країни поширення: Канада, Сполучені Штати Америки. Мешкає на висотах від близько 760 м в Пенсільванії до 1150 м і вище в Північній Кароліні і Теннесі. Цей вид є найбільш поширеним уздовж невеликих холодних потоків з густими низько навислими прибережними заростями. Також мешкає навколо озер, ставків, боліт, інших стоячих вод.

## Опис
Ця тварина темно-сірого кольору з більш світлим низом і з довгим хвостом. Бульбашки повітря затримуються в густому хутрі, коли тварина пірнає під воду. Загальна довжина тіла близько 15 см, хвіст завдовжки 8 см, середня вага становить близько 13 грамів.

## Стиль життя
Їх максимальна тривалість життя становить близько 18 місяців. Поживою є, насамперед, водні комахи, також дрібна риба, пуголовки, слимаки і равлики. Полює як під водою, так і на поверхні води. Хижаки: форель, окунь, щука, норка, видра, ласка, змії, іноді, яструби і сови. Ця тварина є активною протягом дня, але більш активна в нічний час; живе поодинці. 
Вагітність триває, ймовірно, 3 тижні. Розмір приплоду становить 3–10, в середньому 6. Є 2–3 приплоди на рік. 